# Edgar Wallin
Edgar Johannes Wallin, född 23 december 1892 i Stockholm, död 9 maj 1963 i Engelbrekts församling i Stockholm, var en svensk målare, grafiker och skulptör.
Han var son till skräddaren Johannes Wallin och Botilda Sandberg samt gift första gången med Karin Sally Alice Nilsson och andra gången från 1944 med Greta Maria Persson. Wallin började ägna sig åt konst redan under skolåren och efter avslutad skolgång utbildade han sig till yrkesmålare. Samtidigt studerade han konst på Tekniska skolans aftonkurser som följdes av måleristudier vid Althins målarskola. Han anställdes som dekorationsmålare vid Carl Grabows ateljé i Stockholm 1908 och arbetade där något år innan han fortsatte sina konststudier för Oscar Björck, Wilhelm Smith och Olle Hjortzberg vid Kungliga konsthögskolan 1912. När han avslutade sina studier 1919 tilldelades han den kungliga medaljen från Konstakademien. Därefter tilldelades han ett stipendium från akademiens särskilda fond 1921 och akademiens resestipendium 1922. Under sin tid vid Konsthögskolan följde han sporadiskt undervisningen vid akademiens etsningsskola och utförde där ett fåtal etsningar, han deltog även i skulpturskolan och utförde där bland annat skulpturen Vädrande björn. Från början av 1920-talet och efter studierna från Konsthögskolan blev det flera studieresor till bland annat Tyskland, Frankrike, Italien, Danmark och Norge. Från 1930 var han verksam som Stockholmsskildrare och fick därigenom en betydligt större publik som även ledde till fler porträttbeställningar. Bland hans porträtt räknas rektor Carl Svedelius och Victor Sjöström till hans bästa. Separat ställde han ut på Konstnärshuset i Stockholm 1934
Tillsammans med 19 kamrater ställde han ut på Liljevalchs konsthall 1921 där han visade en kollektion med 25 oljemålningar han kom senare att medverka i Uppsalagruppen och Fria gruppens utställningar på Liljevalchs. Från 1917 medverkade han i ett flertal av Sveriges allmänna konstförenings salonger i Stockholm och under 1950- och 1960-talen medverkade han i Liljevalchs Stockholmssalonger. Tillsammans med Svenska konstnärernas förening ställde han ut ett flertal gånger i Stockholm och på Göteborgs konsthall. Bland hans offentliga arbeten märks altartavlorna i Spannarboda kyrka och Granö kyrka samt en absidmålning i Toarps gravkapell och en väggmålning i Sigtuna församlingshus. Hans konst består huvudsakligen av figurer, porträtt och landskapsskildringar utförda i olja. Wallin är representerad vid Moderna museet  och Statens porträttsamling  på Gripsholm. Edgar Wallin är begravd på Norra begravningsplatsen utanför Stockholm.